# 佛蒙特·伯根
佛蒙特·伯根（德語：Freimut Börngen，德語：[ˈfʁaɪmuːt ˈbœʁŋən]，1930年10月17日—2021年6月19日）是一名德國天文學家，也是一位多產的小行星發現者。一些資料來源將他的名字錯誤地寫成「Freimuth」。小行星中心將他的名字記為F. Borngen。
他在德國陶騰堡的卡爾·史瓦西天文台用施密特望遠鏡研究星系。他於1995年退休，但繼續以自由工作者的身份為天文台工作。作為他工作的副產品，他總共發現538顆小行星。對小行星的研究必須在他的餘暇時間進行，因為東德的研究管理人員認為尋找小天體的工作名氣不夠大。在東德政權統治期間，伯根限制自己為小行星取政治中立的名稱，例如與圖林根或著名科學家和作曲家有關的主題，包括主星帶小行星(2424) 陶騰堡、(3181) 昂納特、(3245) 延什或(3941) 海頓。兩德統一後，他有系統地選擇了歷史、文化、科學和地理命名，有時還會向業餘天文學家致敬。其他名稱包括對抗納粹鎮壓的抵抗戰士的提述，或記錄宗教興趣。
伯根在國際科學界享有極高的聲譽，原因在於他的人文素質和有根據的人名選擇。2006年，他榮獲德國聯邦總統霍斯特·克勒頒發的德意志聯邦共和國功績十字勳章。
1987年天文學家愛德華·鮑威爾在美國安德森梅薩站發現的小行星3859以他的名字命名。命名及其引文由他的同事盧茨·D·施馬德爾提出並撰文，於1989年2月20日發表（M.P.C. 14207）。
伯根於2021年6月19日逝世，享年90歲。